# Courcerault
Courcerault település Franciaországban, Orne megyében. Lakosainak száma 163 fő (2013). Courcerault Corbon, Colonard-Corubert, Maison-Maugis, Mauves-sur-Huisne és Saint-Maurice-sur-Huisne községekkel határos.

## Népesség
A település népességének változása:
| Lakosok száma | 245  | 197  | 200  | 175  | 166  | 173  | 171  | 163  |
|               | 1962 | 1968 | 1975 | 1982 | 1990 | 1999 | 2008 | 2013 |